# Капушу Мик (Клуж)
Капушу Мик (рум. Căpușu Mic) насеље је у Румунији у округу Клуж у општини Капушу Маре. Oпштина се налази на надморској висини од 488 m.

## Становништво
Према подацима из 2002. године у насељу је живело 834 становника.

### Попис2002.
| Расподела становништва по националности 2002.‍ | Расподела становништва по националности 2002.‍ | Расподела становништва по националности 2002.‍ | Расподела становништва по националности 2002.‍ | Расподела становништва по националности 2002.‍ |
| --------------------------------------------- | --------------------------------------------- | --------------------------------------------- | --------------------------------------------- | --------------------------------------------- |
|                                               |                                               |                                               |                                               |                                               |
| Румуни                                        | Румуни                                        |                                               | 302                                           | 36,3%                                         |
| Мађари                                        | Мађари                                        |                                               | 442                                           | 53,1%                                         |
| Роми                                          | Роми                                          |                                               | 88                                            | 10,6%                                         |